# Банг На (магистрала)
Магистралата Банг На, с пълно наименование Магистрала Банг На – Банг Фли – Банг Паконг, официално Магистрала Бурафа Вити (на тайски: ทางพิเศษบูรพาวิถี) е надземно съоръжение от мостов тип (виадукт) с дължина 55 км. Представлява шестлентов път, намиращ се в тайландската столица Банкок. Намира се над национална магистрала 34 на Тайланд (Автомагистрала Банг На-Трат), преминава през река Банг Паконг и принадлежи на Управлението на автомагистралите на Тайланд. Пътуването по магистралата е платено.

## Строителство
Магистралата е построена за пет години в периода 1995 – 2000 от консорциум, в който влизат немската строителна фирма „Билфингер Бергер“ и тайландската „Карн-Чанг“. Общите разходи са 1 милиард долара. Използвани са предварително изработени стоманенобетонни части с използване на предварително напрегната бетонова конструкция, които имат дължина 44 м. и широчина 27,2 м. Магистралата има обща площ от 1,9 милиона квадратни метра. Използвани са 1,800,000 кубически метра бетон. Завършена е през януари 2000 г.